# غيف ويل
قيف ويل (بالإنجليزية: GiveWell)هي مؤسسة غير ربحية أمريكية تعمل على تقيم الجمعيات والمنظمات الخيرية تركز على خلق الاثار الفعالة للعمل الخيري أُسِّسَت في عام 2007م من قبل اثنين من المحللين الاستثماريين السابقين في شركة بريج وتر Bridgewater هما هولدن كرونفوسكي Holden Karnofsky و إيلي هاسنفيلد Elie Hassenfeld .
‌